# Jorōgumo

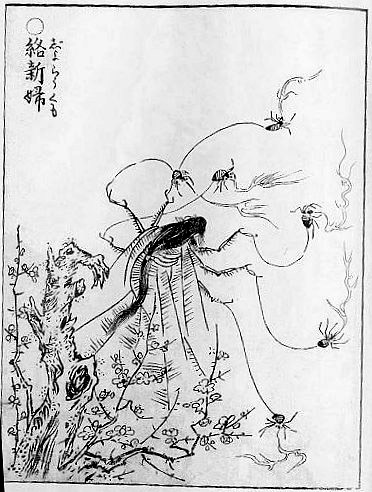
Die Jorōgumo, wie sie in Sekiens Gazu Hyakki Yagyō erscheint.

Jorōgumo (絡新婦; wörtlich „Spinnennetz-Braut“), auch als Kumo-onna (蜘蛛女; wörtl. „Spinnenfrau“) bekannt, ist der Name eines fiktiven Wesens des japanischen Volksglaubens. Sie ist ein Yōkai und wird als heimtückisch und böse beschrieben. 

## Beschreibung
Die Jorōgumo erscheint als wunderschöne junge Frau im Kimono, die eine Biwa oder (seltener) Koto spielt und durch ihr Auftreten junge Männer anlockt. Nicht selten beklagt sie, scheinheilig singend, ihre Einsamkeit und fragt ihr Opfer, ob es sie nicht heiraten wolle. Oder sie erscheint als wunderschöne Frau mit Baby auf dem Arm und fragt ahnungslose Männer, ob sie nicht mal eben ihr Baby halten könnten. In beiden Fällen enthüllt die Jorōgumo ihre wahre Gestalt als riesige Spinne, sobald das Opfer auf ihre Verführung hereingefallen ist. Wenn sie als aufreizende Musikantin aufgetreten ist, verwandelt sich die Biwa in ein Spinnennetz und die Saiten umwickeln das Opfer. Hatte die Jorōgumo ihr vermeintliches Baby dabei und das Opfer hält es im Arm, verwandelt sich das „Baby“ in einen äußerst klebrigen Kokon, der immer schwerer und klebriger wird und so das Opfer an einer Flucht hindert. Diese Vorgehensweise erinnert frappierend an die Nure-onna, die ahnungslosen Opfern ebenfalls eine Baby-Attrappe aufschwatzt. Sobald das Opfer nicht mehr fliehen kann, verschleppt die Jorōgumo es in ihr Versteck und saugt ihm das Blut und die Seele aus.

## Hintergrund
Abbildungen von und Erzählungen um die Spinnenfrau sind bereits seit der Kamakura-Zeit im 14. Jahrhundert überliefert. Inspiration zur Figur der Jorōgumo war der Yōkai Tsuchigumo, eine dämonische Riesenspinne, die vorgeblich in Höhlen hinter großen Wasserfällen haust. Gestaltungsvorbild der Jorōgumo war die in Japan häufige Seidenspinnenart Nephila clavata.
Bekannte Abbildungen und Beschreibungen von Spinnenfrauen finden sich bereits in frühen, berühmten Bilder- und Schriftrollen wie dem Taihei Hyaku Monogatari (太平百物語; „100 Erzählungen aus der Ära der Stille“) von Ichinaka Sanjin Yūsa aus dem Jahr 1732, dem Tonoigusa (宿直草; „Geschichten, die Nachtwächter erzählen“) von Okita Ansei aus dem Jahr 1660 und in dem Werk Gazu Hyakki Yagyō (画図百鬼夜行; „Nächtliche Prozession von 100 Geistern in Bildern“) von Toriyama Sekien aus dem Jahr 1776.